# 臺灣鷦眉
臺灣鷦眉（學名：Pnoepyga formosana）是鷦眉科鳞胸鹪鹛属的一種鳥類，為臺灣特有種，也是臺灣唯一的鷦眉科鳥類。

## 分类
臺灣鹪鹛的模式標本於1909年2月25日採集自阿里山。同年5月26日，英國鳥類學家柯林伍德·英格拉姆在英國鳥類學家俱樂部的會議上介紹了此標本，並將之視為鳞胸鹪鹛的一個新亞種。學名中「formosana」來自當時西方世界對臺灣的稱呼「福爾摩沙」。臺灣鷦眉後來亦曾被視作小鱗胸鷦鶥的一個亞種。
2012年，鳥類學家馬丁·帕克特（Martin Päckert）等人根据分子系统学及形态学研究确认为单独的物种。拆分后，臺灣鹪鹛是单型物种，没有亚种分化。

## 特征
臺灣鹪鹛體型略小於鳞胸鹪鹛，而略大於小鱗胸鷦眉。其体长8至9厘米，体重11至15克；翼长约53.2至55.9毫米；嘴峰长9.2至12.9毫米，喙宽度约2.4毫米，喙厚度约3.1毫米；跗蹠长约20.5至22.7毫米；尾长约10.8至18毫米；雌鳥與雄鳥體型相若。
与鳞胸鹪鹛相比，臺灣鹪鹛的两翼和跗蹠更短，头顶的棕黄色斑点更鲜艳并显淡褐色，胸部和腹部的白色较少，因此显得下体颜色更深。

## 分布及生境
臺灣鹪鹛是臺灣特有的留鳥，主要棲息於海拔約1000至3000米，常绿阔叶林或混合林中茂密的灌木丛和竹林。

## 行为及生态
臺灣鹪鹛为杂食性鸟类，主要食物来源是陆生无脊椎动物，包括昆虫、蜘蛛、蜗牛等，有时也取食植物种子。臺灣鹪鹛在森林中的落叶下觅食，动作十分敏捷。
臺灣鹪鹛在5–7月繁殖，巢为圆顶状或一侧有入口的圆柱体，主要材料为苔藓，内部衬以细的植物根鬚；臺灣鹪鹛在覆盖苔藓的岩石上筑巢，每窝至少产2枚白色的卵，雏鸟由雌雄共同喂养。